# Springer (Taktarbeit)
Ein Springer tritt bei Taktarbeiten, insbesondere bei der Fließbandfertigung, bei notwendigen oder tarifvertraglichen Arbeitspausen von einzelnen Arbeitern (Steinkühlerpause) an die Stelle des Pausierenden. Eine entsprechende Pausen-Regel wurde erstmals 1973 durch die IG Metall im Tarifgebiet Baden-Württemberg tarifvertraglich erreicht.